# Franz Mertens (Mathematiker)

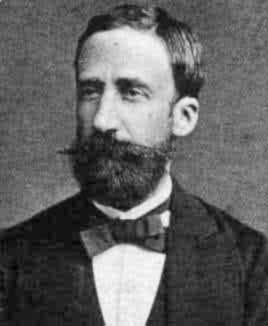
Franz Mertens

Franz (Franciszek) Carl Josef Mertens (* 20. März 1840 in Schroda, Provinz Posen; † 5. März 1927 in Wien) war ein polnisch-österreichischer Mathematiker.

## Leben
Mertens studierte in Berlin und erlangte 1865 den Doktorgrad durch eine Dissertation über die Potentialtheorie bei Ernst Eduard Kummer und Leopold Kronecker. Er befasste sich zeit seines Lebens mit Zahlentheorie und ist vielleicht am bekanntesten für einen vereinfachten Beweis des Dirichletschen Primzahlsatzes.
1865 wurde er außerordentlicher Professor und 1870 ordentlicher Professor an der Jagiellonen-Universität in Krakau. Ab 1884 war er Professor am Polytechnikum in Graz und ab 1894 ordentlicher Professor für Mathematik an der Universität Wien. 1911 emeritierte er, hielt aber weiter Vorlesungen.
Seine ehrenhalber gewidmete Grabstätte befindet sich auf dem Wiener Zentralfriedhof (30D-2-5).
Zu seinen Studenten in Wien zählen Ernst Sigismund Fischer, Eduard Helly und Erwin Schrödinger.

## Werk
In der Frage der Verteilung der Primzahlen stellte er die drei Sätze von Mertens auf. Die nach ihm benannte Mertensfunktion entsteht als Summation der Möbiusfunktion. Die Mertenssche Vermutung besagt, dass diese Funktion durch {\displaystyle {\sqrt {x}}} beschränkt ist, woraus die Riemannsche Vermutung folgen würde. 1985 konnten Andrew Odlyzko und Herman te Riele die Mertenssche Vermutung widerlegen.

## Auszeichnungen
- korrespondierendes Mitglied der Göttinger Gelehrten Gesellschaft
- auswärtiges Mitglied der Krakauer k.k. Akademie der Wissenschaften
- korrespondierendes Mitglied der Königlich Böhmischen Gesellschaft der Wissenschaften
- korrespondierendes Mitglied der Österreichischen Akademie der Wissenschaften (1892)
- wirkliches Mitglied der Österreichischen Akademie der Wissenschaften (1894)
- korrespondierendes Mitglied der Preußischen Akademie der Wissenschaften (1900)[3]